# Montpeyroux, Hérault
Montpeyroux là một xã thuộc tỉnh Hérault trong vùng Occitanie phía nam nước Pháp. Xã này nằm ở khu vực có độ cao trung bình 128 mét trên mực nước biển. Dân số thời điểm năm 1999 là 1084 người.